# Stephanie Kwolek
Stephanie Kwolek (New Kensington, 31 de julio de 1923-Wilmington, 18 de junio de 2014) fue una química polacoestadounidense, inventora del poliparafenileno tereftalamida, conocido como Kevlar, una fibra de alta resistencia de color amarillo, que puede ser hasta cinco veces más resistente que el acero y que en la actualidad es utilizada en la elaboración de chalecos antibalas. Su carrera en la empresa DuPont abarcó más de 40 años. Descubrió la primera de una familia de fibras sintéticas de excepcional resistencia y rigidez: poli-parafenileno tereftalamida.
Kwolek trabajó con polímeros de baja temperatura, que al disolverse pueden convertirse en fibras delgadas. Un grupo específico de esos elementos era capaz de producir fibras resistentes que se descomponían a altas temperaturas. En 1965 descubrió un polímero líquido que poco después se conocería como Kevlar. Todos creyeron que se había equivocado, ya que las sustancias que habían conseguido hasta entonces eran transparentes y viscosas. A pesar del supuesto error inicial la química estadounidense no rechazó el producto como habrían hecho muchos, sino continuó trabajando hasta que reconvirtió aquella sustancia en una fibra superresistente, flexible y ligera con cientos de usos y recibió su patente en 1971.
Stephanie  trabajando para Dupont Company and the National Research Council of the National Academy of Sciences (NAS), a pesar de su retiro en 1986. Su carrera estuvo llena de logros, entre los cuales destacan 17 patentes y múltiples reconocimientos como una publicación en Delaware Section Publication Award de la American Chemical Society (ACS) American Chemical Society, un D.Sc. honorario por parte del Instituto Politécnico de Worcester en 1981 y un reconocimiento al mérito por parte de la Asociación de Alumnos de la Universidad de Carnegie-Mellon.

## Biografía

### Juventud
Stephanie Kwolek nació en la ciudad de New Kensington (Estados Unidos), cerca de Pittsburgh, en el seno de una familia de inmigrantes polacos. Desde pequeña mostró habilidades en las ciencias naturales a pesar de que ella pensaba que podía ser diseñadora, disfrutaba sus clases de ciencias y matemáticas por lo que terminó desarrollándose en las ciencias durante su vida académica en los niveles de educación media y superior. Esto le abrió las puertas al Instituto Tecnológico de Carniegie (ahora la Universidad Carnegie Mellon). Se graduó con un Bachelor of Science en química en 1946. Inmediatamente comenzó a trabajar en una empresa dedicada a varias ramas industriales de la química: E. I. Du Pont de Nemours and Company DuPont, en Buffalo, Nueva York. Cuatro años más tarde fue transferida a Wilmington, Delaware al laboratorio de investigación de fibras textiles de la misma empresa. Ella es un modelo a seguir para todos, disfruten la lectura de su biografía.

### Carrera en DuPont
William Hale Charch, un futuro mentor, ofreció a Kwolek un puesto en las instalaciones de DuPont en Buffalo, Nueva York, en 1946. Durante su entrevista con DuPont, la Dra. Charch había dicho que la empresa se pondría en contacto con ella en unas dos semanas para decirle si había conseguido el trabajo o no. Stephanie les preguntó si podían ponerse en contacto con ella antes, ya que tenía que comunicar a otra empresa si aceptaba o no la oferta. Charch llamó entonces a su recepcionista para que escribiera verbalmente la carta de oferta a Stephanie delante de ella.
Como empresa química, Dupont intentaba encontrar una fibra de polímero a base de petróleo que fuera más ligera y resistente que el acero en los neumáticos radiales.  La empresa tenía vacantes, dado que muchos hombres habían estado en el extranjero luchando en la guerra.  Dupont había introducido el nailon poco antes de la Segunda Guerra Mundial, y ese negocio se disparó y floreció en una gran variedad de aplicaciones textiles. 
Al mismo tiempo, la prolongada Segunda Guerra Mundial puso de relieve la necesidad de un blindaje ligero y ponible para proteger al personal y el equipo.  Mientras la guerra hacía estragos en ultramar, los soldados que participaban en las batallas tenían que forjarse una armadura corporal porque no existía un material lo bastante fuerte como para detener una bala (incluso de rifles de infantería) pero lo bastante ligero como para llevarlo en la batalla. El acero era el único material de blindaje disponible, y su peso limitaba su uso a los tanques.  Incluso entonces, el acero podía ser perforado por armamento especializado. 
Kwolek sólo pretendía trabajar para DuPont temporalmente, con el fin de conseguir dinero para seguir estudiando. Cuando descubrió que la química de polímeros era interesante, decidió quedarse y su grupo de investigación se trasladó a Wilmington, Delaware, en 1950. En 1959, ganó un premio de publicación de la American Chemical Society (ACS), el primero de muchos galardones. En DuPont, la investigación de polímeros en la que trabajaba era tan interesante y desafiante que decidió abandonar sus planes de estudiar medicina y hacer de la química una carrera para toda la vida.
 En el trabajo titulado "El Truco de la soga de Nylon", demostró una forma de producir nailon en un vaso de precipitados a temperatura ambiente. Sigue siendo un experimento habitual en las aulas, y el proceso se extendió a las poliamidas de alto peso molecular. En 1985, Kwolek y sus colaboradores patentaron un método para preparar polímeros PBO y PBT.  Como Dupont estaba a la vanguardia de las tecnologías y la innovación en polímeros, Kwolek nunca dejó de ocupar el puesto y pasó toda su carrera investigando en Dupont. Durante sus 40 años de carrera en Dupont, Kwolek registró 28 patentes. Además del Kevlar, contribuyó a productos como el Spandex (Lycra), el Nomex y el Kapton.(mit) Continuó como asesora de Dupont tras su jubilación en 1986, y se convirtió en la primera mujer en ganar la medalla Lavoisier de la empresa por su investigación en 1995. 
Se dedicó a la búsqueda de nuevos polímeros, así como de un nuevo proceso de condensación que tiene lugar a temperaturas más bajas, en torno a 0 a 40 grados Celsius (32,0 a 104 °F). El proceso de polimerización por condensación en fusión utilizado para preparar el nailon, por ejemplo, se realizaba en cambio a más de 200 grados Celsius (392 °F). Los procesos de policondensación a baja temperatura, que emplean productos intermedios de reacción muy rápida, permiten preparar polímeros que no pueden fundirse y que sólo empiezan a descomponerse a temperaturas superiores a 400 grados Celsius (752 °F).

### Kevlar
Kwolek es más conocida por su trabajo durante las décadas de 1950 y 1960 con las aramidas, o "poliamidas aromáticas", un tipo de polímero que puede convertirse en fibras fuertes, rígidas y resistentes a las llamas. Su trabajo de laboratorio sobre las aramidas se llevó a cabo bajo la supervisión del investigador Paul W. Morgan, quien calculó que las aramidas formarían fibras rígidas debido a la presencia de voluminosos anillos de benceno (o "aromáticos") en sus cadenas moleculares, pero que tendrían que prepararse a partir de disoluciones porque sólo se funden a temperaturas muy altas. Kwolek determinó los disolventes y las condiciones de polimerización adecuados para producir poli-m-fenileno isoftalamida, un compuesto que DuPont lanzó al mercado en 1961 como fibra ignífuga con el nombre comercial de Nomex. A continuación, amplió su trabajo a la poli-p-benzamida y la poli-p-fenilenoteraftalamida, de las que observó que adoptaban disposiciones moleculares muy regulares en forma de varilla en solución. A partir de estos dos "polímeros de cristal líquido" (los primeros que se prepararon), se hilaron fibras que mostraban una rigidez y una resistencia a la tracción sin precedentes. El innovador polímero poli-p-fenileno tereftalamida, inventado por Kwolek, se comercializó con el nombre de Kevlar.
En 1964, en previsión de la escasez de gasolina, el grupo de Kwolek empezó a buscar una fibra ligera y resistente que sustituyera al acero de los neumáticos. Los polímeros con los que había estado trabajando, el tereftalato de polip-fenileno y la polibenzamida, formó cristal líquido mientras estaba en solución que en su momento tuvo que ser hilada por fusión a más de 200 grados Celsius (392 °F), lo que produjo fibras más débiles y menos rígidas. Una técnica exclusiva de sus nuevos proyectos y del proceso de polimerización por condensación en fusión consistía en reducir esas temperaturas a entre 0 y 40 grados Celsius (32,0 y 104 °F).
Como ella misma explicó en un discurso en 1993:

La solución tenía un aspecto inusual (baja viscosidad), turbia, opalescente por agitación y de suero de leche. Las soluciones poliméricas convencionales suelen ser claras o translúcidas y tienen la viscosidad de la melaza, más o menos. La solución que preparé tenía el aspecto de una dispersión, pero era totalmente filtrable a través de un filtro de poro fino. Se trataba de una solución cristalina líquida, pero yo no lo sabía en aquel momento.

Este tipo de solución turbia solía desecharse. A Kwolek se le negó el uso de la hilera para su solución porque se pensó que la solución atascaría la máquina. Sin embargo, Kwolek convenció al técnico Charles Smullen, que dirigía la spinneret, para que probara su solución. Se sorprendió al comprobar que la nueva fibra no se rompía cuando lo hacía el nailon. No sólo era más resistente que el nailon, sino que el Kevlar era cinco veces más resistente que el acero en peso. Tanto su supervisor como el director del laboratorio  comprendió la importancia de su descubrimiento, y rápidamente surgió un nuevo campo de la química de polímeros. En 1971 se introdujo el Kevlar moderno. Kwolek descubrió que las fibras podían hacerse aún más resistentes sometiéndolas a un tratamiento térmico. Las moléculas de polímero, con forma de varillas o cerillas, están muy orientadas, lo que confiere al Kevlar su extraordinaria resistencia. Kwolek continuó investigando los derivados termotrópicos del Kevlar que contenían grupos alifáticos y cloro.

### Aplicaciones del Kevlar
Kwolek no se implicó mucho en el desarrollo de aplicaciones prácticas del Kevlar. Una vez que los altos directivos de DuPont fueron informados del descubrimiento, "inmediatamente asignaron a todo un grupo para trabajar en diferentes aspectos", afirmó. Aun así, Kwolek siguió investigando sobre los derivados del Kevlar. No se benefició de los productos de DuPont, ya que cedió la patente del Kevlar a la empresa.
El kevlar se utiliza en más de 200 aplicaciones, como raquetas de tenis, esquís, líneas de paracaídas, barcos, aviones, cuerdas, cables y chalecos antibalas. Se ha utilizado para neumáticos de coches, botas de bomberos, palos de hockey, guantes resistentes a cortes y coches blindados. También se ha utilizado para materiales de construcción protectores como materiales a prueba de bombas, salas de seguridad para huracanes y refuerzos de puentes.Durante la semana de la muerte de Kwolek, se vendió el chaleco antibalas un millón fabricado con Kevlar. El kevlar también se utiliza para construir carcasas de teléfonos móviles; el Droid RAZR de Motorola tiene un cuerpo unibody de kevlar.
El kevlar ha pasado a salvar vidas como armadura ligera para la policía y el ejército; a transmitir mensajes a través del océano como protector del cable submarino de fibra óptica; a suspender puentes con cuerdas superresistentes; y a utilizarse en innumerables aplicaciones más, desde ropa protectora para atletas y científicos hasta canoas, parches de batería y sartenes.

### Retiro
A pesar de su gran descubrimiento, Kwolek aceptaba el hecho de que su camino habría sido la bioquímica, con tal de poder salvar más vidas que las ya salvadas con la invención del Kevlar. Durante los últimos años de vida, disfrutó de sus pasatiempos favoritos: costura y jardinería.

## Premios
Kwolek participó en el desarrollo de muchos materiales, pero su principal logro es el Kevlar, responsable de salvar cientos de vidas gracias a los chalecos antibalas. Entre los premios más representativos se encuentran:
- Howard N. Potts Medal (1976) - Por sus soluciones cristalinas de polímeros y las fibras resultantes de estos.
- Materials Achievement(1978) - Por el descubrimiento del Kevlar
- American Institute of Chemists' (AIC) Chemical Pioneer Award[25] (1980).
- Creative Invention Award[26] (1980).
- Fue incluida en el Muro de la Fama de la Ciencia e Ingeniería en Dayton, Ohio[27] (1992).
- American Innovator Award (1995) - Se convirtió en la cuarta mujer en ser incluida en el “National Inventors' Hall of Fame”.
- National Medal of Technology (1996) - Su más grande reconocimiento, lo recibió de parte del presidente Bill Clinton